# 多摩大学
多摩大学（たまだいがく、英語: Tama University）は、東京都多摩市聖ヶ丘4-1-1に本部を置く日本の私立大学。1989年創立、1989年大学設置。大学の略称は多摩大。
学長は寺島実郎。

## 概観
- 学校法人田村学園が本学を設置して運営する。
- 初代学長の野田一夫が掲げた「大学は知識産業としてのサービス業」の理念のもと、「世間の常識が通用する大学」をモットーとする。
- 全学レベルで年間講義計画をシラバスとしてまとめ、発行する。
- 全教員に年間講義計画の確実な履行を求め、原則として休講を認めず、休講した場合は補講の実施を義務付ける。
- 学生による講義評価を開学来全学で実施する。
- グレゴリー・クラーク学長は、「受験英語」は不要として大学入試科目の英語を必須から外すなど耳目を集めたが、中谷巌が学長就任時に必須とする。
- 学園歌「この輝ける日々を」を阿久悠が作詞、三木たかしが作曲し、佐藤竹善が Chocolate Kids Jr. 名義で歌うCDをファンハウスから開学時に発売した。
- 教員個人の研究室は設置せず、机をパーテーションで区切った共有スペースを使用する。学長室や総研などは多摩キャンパスに置く。
- 経営情報学部は、2 - 4年生の3年間を想定したホームゼミ、1年生対象のプレゼミ、外部講師による実践中心のプロジェクトゼミ、学部生・院生・教員がテーマごとの班編成で1年間研究するインターゼミがある。
- 2012年度にフットサル部が活動を始める[2]。

## 沿革
（沿革節の主要な出典は公式サイト）
- 1989年（平成元年）4月 - 田村学園が多摩大学を開学、東京都多摩市に経営情報学部経営情報学科設置、初代学長野田一夫就任、総合研究所開設
- 1993年4月 - 大学院修士課程設置
- 1995年
  - 4月 - 第2代学長中村秀一郎就任、大学院博士課程設置
  - 9月 - 第3代学長グレゴリー・クラーク就任
- 2001年9月 - 第4代学長に中谷巌就任、渋谷マークシティWEST17階にルネッサンスセンター開設
- 2004年（平成16年）1月 - 品川インターシティA棟27階に、ルネッサンスセンター移転、品川サテライトキャンパス設置、情報社会学研究所開設
- 2006年 - 経営情報学部マネジメントデザイン学科新設、大学院ドメイン新カリキュラム開始
- 2007年（平成19年） - 神奈川県藤沢市に湘南キャンパス・グローバルスタディーズ学部設置
- 2008年 - 野田一夫名誉学長が学長を代行、寺島実郎監修リレー講座開始
- 2009年（平成21年） - 第5代学長に寺島実郎就任、九段サテライト開設、湘南キャンパス内に国際交流センター開設、多摩キャンパスに地域活性化マネジメントセンター開設、社会工学研究会（＝インターゼミ）開始
- 2011年 - 品川サテライトを品川インターシティフロントビル5階へ移転、八王子サテライト開設、大学院ビジネスICTコース開設

## 教育および研究

### 組織

#### 学部
- 経営情報学部
  - 経営情報学科
  - 事業構想学科
- グローバルスタディーズ学部
  - グローバルスタディーズ学科
    - ホスピタリティ・マネジメントコース
    - 国際教養コース

#### 大学院
- 経営情報学研究科
  - 経営情報学専攻
    - MBAコース

#### 研究開発機構
- 総合研究所
- 情報社会学研究所
- 医療・介護ソリューション研究所
- 社会的投資研究所
- ルール形成戦略研究所

## 教育施設

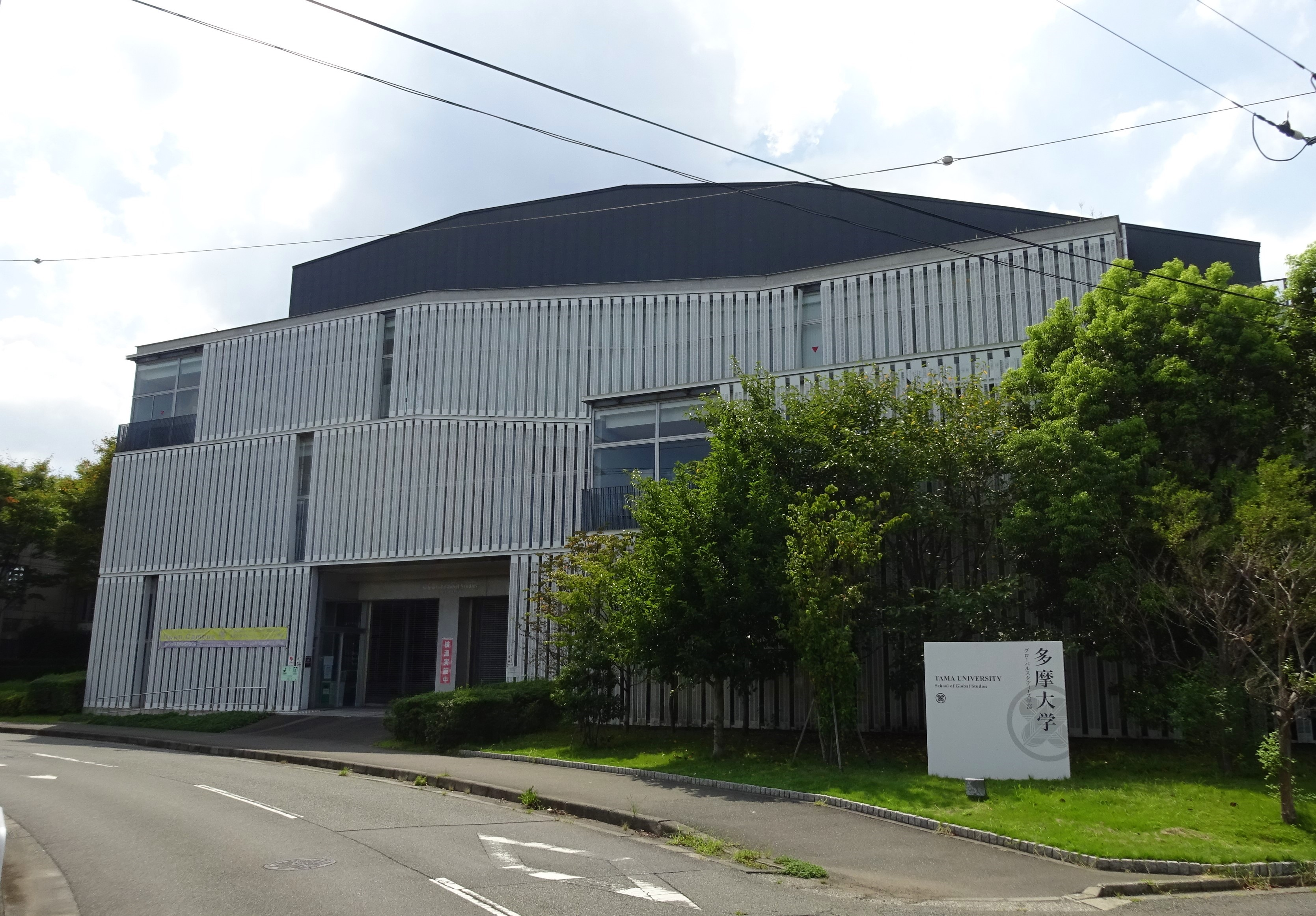
湘南キャンパス

- 多摩キャンパス - 経営情報学部[4]、学長室、院生研究室。多摩大学附属聖ヶ丘中学校・高等学校と同敷地。
- 湘南キャンパス - グローバルスタディーズ学部
- 品川サテライト - 大学院MBAコース[5]
- 九段サテライト（インターゼミ）

## 主な出身者
- 柴田淳 - シンガーソングライター
- 堀江一眞 - 声優
- 相馬トランジスタ - YouTuber（中退）
- 忍野さら - 女優、グラビアモデル（中退）
- 原歩 - 女子サッカー選手
- 石田健太郎 - 男子フットサル選手
- 富高日向子-女子フリースタイルスキー日本代表選手
- 白倉正子 - 日本トイレ協会元理事
- 古俣大介 - PIXTA株式会社社長
- 杉崎聡紀 - レジャーコンダクター

## 関連学校
- 学校法人田村学園
  - 多摩大学附属聖ヶ丘中学校・高等学校-多摩大学と同敷地。
  - 多摩大学目黒中学校・高等学校
  - 目黒幼稚園
  - 大森双葉幼稚園
  - 三宿さくら幼稚園
- 学校法人渋谷教育学園
  - 渋谷教育学園渋谷中学校・高等学校
  - 渋谷教育学園幕張中学校・高等学校
  - 早稲田渋谷シンガポール校高等部
  - 渋谷幼稚園
  - ブリティシュスクール・イン・トウキョウ（英国人幼・小・中学校）
- 学校法人青葉学園
  - 東京医療保健大学
  - 青葉学園幼稚園

## 提携

### グループ規模
- 湘南藤沢コンソーシアム[6]
- 学術・文化・産業ネットワーク多摩

### 組織
- サンリオピューロランド
- 横浜FC
- 城南静岡高等学校・中学校
- 多摩信用金庫
- 放送大学[7]

## 公式サイト
- 多摩大学
- ウィキメディア・コモンズには、多摩大学に関するカテゴリがあります。